# 佐野田沼インターチェンジ
佐野田沼インターチェンジ（さのたぬまインターチェンジ）は、栃木県佐野市小見町にある北関東自動車道のインターチェンジである。

## 歴史
- 2009年（平成21年）11月30日：当ICの名称が「田沼IC（仮称）」から「佐野田沼IC」で正式決定[1][2]。
- 2010年（平成22年）4月17日：佐野田沼IC - 岩舟JCT間開通に伴い、供用開始[3][4]。
- 2011年（平成23年）3月19日：太田桐生IC - 佐野田沼IC間開通（北関東自動車道が全線開通）[3][5]。

## 周辺
- 佐野市田沼行政センター
- 道の駅どまんなか たぬま
- 吉水駅（東武鉄道・佐野線）
- 田沼駅（東武鉄道・佐野線）

## 接続する道路
- 直接接続
  - 北関東自動車道（7番）
  - 栃木県道347号佐野田沼インター線
- 間接接続
  - 栃木県道16号佐野田沼線

## 料金所
- ブース数：4

### 入口
- ブース数：2
  - ETC専用：1
  - 一般：1

### 出口
- ブース数：2
  - ETC専用：1
  - 一般：1

## 隣
E50 北関東自動車道
(6) 足利IC - (6-1) 出流原PA/SIC - (7) 佐野田沼IC - (7-1) 岩舟JCT - (8) 栃木IC